# Flag (anime)
Pour les articles homonymes, voir Flag.
Flag (フラッグ, Furaggu) est un anime japonais réalisé par Ryōsuke Takahashi et Kazuo Terada du studio The Answer Studio. Il a été diffusé entre le 6 juin 2006 et le 2 mars 2007.

## Synopsis
Depuis de nombreuses années, une guerre civile frappe l’Uddiyana, un petit pays du Moyen-Orient. Alors que les forces armées internationales sont incapables de rétablir la paix, une photo représentant les civils soulevant le Drapeau des Nations unies va apaiser les tensions. Après le vol de ce symbole de paix, une force spéciale de l’O.N.U est chargée de le retrouver. Accompagné par la journaliste auteur du cliché, une course contre la montre s’engage pour rapporter le dernier espoir de paix dans un pays ravagé par les clivages ethniques et religieux…

## Liste des épisodes
| No | Titre français                     | Titre japonais         | Titre japonais         | Date de 1re diffusion |
| No | Titre français                     | Kanji                  | Rōmaji                 | Date de 1re diffusion |
| -- | ---------------------------------- | ---------------------- | ---------------------- | --------------------- |
| 1  | Flag                               | フラッグ               | Furaggu                | 16 juin 2006          |
| 2  | Portrait                           | ポートレート           | Pōtorēto               | 30 juin 2006          |
| 3  | Reporters embarqués                | 同行取材               | Dōkō Shuzai            | 14 juillet 2006       |
| 4  | La nuit de la nouvelle lune        | 新月の夜               | Shingetsu no Yoru      | 28 juillet 2006       |
| 5  | Parabole d'obscurité               | 暗闇の双曲線           | Kurayami no Sōkyokusen | 11 août 2006          |
| 6  | La lumière dans l'obscurité        | 闇の中の光             | Yami no Naka no Hikari | 25 août 2006          |
| 7  | Réactivation                       | 再始動                 | Saishidō               | 12 janvier 2007       |
| 8  | XR-2 Longku                        | XR-2 ロンクー          | Ikkusuāru-Tsū Ronkū    | 19 janvier 2007       |
| 9  | Yurts and the Land                 | ゲルと大地             | Geru to Taichi         | 26 janvier 2007       |
| 10 | SDAC + 1                           | シーダック+1           | Shīdakku Purasu Wan    | 9 février 2007        |
| 11 | Retrouvailles à travers l'objectif | ファインダーごしの再会 | Faindā-goshi no Saikai | 16 février 2007       |
| 12 | Reprise du drapeau                 | フラッグ奪回           | Furaggu Dakkan         | 23 février 2007       |
| 13 | Dans la lumière                    | 光の中へ               | Hikari no Naka e       | 2 mars 2007           |